# Aljaksandr Bury
Aljaksandr Bury (in bielorusso Аляксандр Буры?; in russo Александр Бурый?, Aleksandr Buryj ; Minsk, 14 settembre 1987) è un ex tennista bielorusso.
Specialista del doppio, ha vinto un torneo del circuito maggiore al Swiss Open Gstaad 2015 in coppia con Denis Istomin, 14 titoli nell'ATP Challenger Tour e 15 nell'ITF Men's Circuit. Il suo miglior ranking ATP è stato il 59º posto raggiunto il 19 ottobre 2015. In singolare ha vinto solo un torneo ITF. Tra il 2009 e il 2016 ha giocato nella squadra bielorussa di Coppa Davis, con un bilancio di 8 vittorie sui 13 incontri giocati tra singolare e doppio. Ha disputato il suo ultimo incontro da professionista nel dicembre 2018.

## Statistiche

### Doppio

#### Vittorie (1)
| Legenda doppio            |
| Grande Slam (0)           |
| ATP World Tour Finals (0) |
| ATP Masters 1000 (0)      |
| ATP World Tour 500 (0)    |
| ATP World Tour 250 (1)    |

| N. | Data          | Torneo                    | Superficie  | Compagno      | Avversari in Finale                | Punteggio        |
| 1. | 2 agosto 2015 | Swiss Open Gstaad, Gstaad | Terra rossa | Denis Istomin | Oliver Marach Aisam-ul-Haq Qureshi | 3-6, 6-2, [10-5] |

### Tornei minori

#### Singolare

##### Vittorie (1)
| Legenda tornei minori |
| Challenger (0)        |
| Futures (1)           |

#### Doppio

##### Vittorie (29)
| Legenda tornei minori |
| Challenger (14)       |
| Futures (15)          |

| N.  | Data              | Torneo                                              | Superficie  | Compagno           | Avversari in finale                   | Punteggio              |
| 1.  | 24 novembre 2013  | Siberia Cup, Tjumen'                                | Cemento (i) | Sjarhej Betaŭ      | Ivan Anikanov Ante Pavić              | 6-4, 6-2               |
| 2.  | 23 febbraio 2014  | Astana Challenger, Astana                           | Cemento (i) | Sjarhej Betaŭ      | Andrej Golubev Evgenij Korolëv        | 6-1, 6-4               |
| 3.  | 17 maggio 2014    | Samarkand Challenger, Samarcanda                    | Terra rossa | Sjarhej Betaŭ      | Shonigmatjon Shofayziyev Vaja Uzakov  | 6-4, 6-3               |
| 4.  | 24 maggio 2014    | Karshi Challenger, Karshi                           | Cemento     | Sjarhej Betaŭ      | Gong Maoxin Peng Hsien-yin            | 7-5, 1-6, [10-6]       |
| 5.  | 15 giugno 2014    | Fergana Challenger, Fergana                         | Cemento     | Sjarhej Betaŭ      | Nicolás Barrientos Stanislav Vovk     | 6(6)–7, 7–6(1), [10-3] |
| 6.  | 13 luglio 2014    | Tilia Slovenia Open, Portorose                      | Cemento     | Sjarhej Betaŭ      | Ilija Bozoljac Flavio Cipolla         | 6-0, 6-3               |
| 7.  | 9 novembre 2014   | Internazionali Val Gardena Südtirol, Ortisei        | Cemento (i) | Sjarhej Betaŭ      | James Cluskey Austin Krajicek         | 6-4, 5-7, [10-6]       |
| 8.  | 20 marzo 2016     | Kazan Kremlin Cup, Kazan'                           | Cemento (i) | Igor Zelenay       | Konstantin Kravčuk Philipp Oswald     | 6-2, 4-6, [10-6]       |
| 9.  | 4 giugno 2016     | Czech Open, Prostějov                               | Terra rossa | Igor Zelenay       | Julio Peralta Hans Podlipnik-Castillo | 6-4, 6-4               |
| 10. | 21 agosto 2016    | Internazionali del Friuli Venezia Giulia, Cordenons | Terra rossa | Andre Begemann     | Roman Jebavý Zdeněk Kolář             | 5-7, 6-4, [11-9]       |
| 11. | 18 settembre 2016 | Pekao Szczecin Open, Stettino                       | Terra rossa | Andre Begemann     | Johan Brunström Andreas Siljeström    | 7–6(3), 6(7)–7, [10-4] |
| 12. | 30 ottobre 2016   | Hungarian Challenger Open, Budapest                 | Cemento (i) | Andreas Siljeström | James Cerretani Philipp Oswald        | 7–6(3), 6-4            |
| 13. | 24 marzo 2018     | Qujing International Challenger, Qujing             | Cemento     | Peng Hsien-yin     | Wu Di Zhang Ze                        | 6(3)–7, 6-4, [12-10]   |
| 14. | 29 aprile 2018    | Kunming Open, Anning                                | Terra rossa | Lloyd Harris       | Gong Maoxin Zhang Ze                  | 6-3, 6-4               |